# リューベン・オストルンド
クラース・オルレ・リューベン・オストルンド（Claes Olle Ruben Östlund, 1974年4月13日 - ）は、スウェーデンの映画監督・脚本家・プロデューサー・撮影監督・編集技師。

## キャリア
1990年代に監督を始め、その後はヨーテボリの映画学校に通い、2001年に卒業する。オストルンドは映画プロデューサーのエリク・ヘンメンドルフと共に制作会社のプラットフォーム・プロダクションを設立する。
2004年の映画『Gitarrmongot』が第27回モスクワ国際映画祭でFIPRESCI賞を獲得する。2011年には短編映画『Händelse vid bank』が第60回ベルリン国際映画祭で金熊賞（短編映画部門）を獲得する。
2014年の映画『フレンチアルプスで起きたこと』は第67回カンヌ国際映画祭の「ある視点」部門で上映され、審査員賞を獲得する。その2年後の第69回カンヌ国際映画祭の「ある視点」部門では審査員側に回って参加した。
2017年の映画『ザ・スクエア 思いやりの聖域』で第70回カンヌ国際映画祭パルム・ドールを受賞。第90回アカデミー賞にもアカデミー外国語映画賞 スウェーデン代表に選出され、ノミネートされた。
2022年、自身初の英語作品となる『逆転のトライアングル』が第75回カンヌ国際映画祭に出品、二度目のパルム・ドールを受賞し、史上3人目となる2作連続でのパルム・ドール受賞を果たした。また、第95回アカデミー賞では作品賞を含む3部門にノミネートされ、自身も監督賞と脚本賞にノミネートされた。

## 作品

### 長編映画
| 年   | 題名                                     | 役割       | 備考             |
| ---- | ---------------------------------------- | ---------- | ---------------- |
| 1993 | Addicted                                 | 監督       | スキー映像       |
| 1997 | Free Radicals                            | 監督       | スキー映像       |
| 1998 | Free Radicals 2                          | 監督       | スキー映像       |
| 2002 | Familj igen                              | 監督       | ドキュメンタリー |
| 2004 | Gitarrmongot                             | 監督・脚本 |                  |
| 2008 | De ofrivilliga                           | 監督・脚本 |                  |
| 2011 | プレイ Play                              | 監督・脚本 |                  |
| 2014 | フレンチアルプスで起きたこと Turist      | 監督・脚本 |                  |
| 2017 | ザ・スクエア 思いやりの聖域 The Square   | 監督・脚本 |                  |
| 2022 | 逆転のトライアングル Triangle of Sadness | 監督・脚本 |                  |
| TBA  | The Entertainment System Is Down         | 監督・脚本 |                  |

### 短編映画
| 年   | 題名                         | 役割       | 備考             |
| ---- | ---------------------------- | ---------- | ---------------- |
| 2000 | Låt dom andra sköta kärleken | 監督       | ドキュメンタリー |
| 2005 | Scen nr: 6882 ur mitt liv    | 監督・脚本 |                  |
| 2009 | Händelse vid bank            | 監督・脚本 |                  |

## 受賞歴
『フレンチアルプスで起きたこと』
- 第67回カンヌ国際映画祭 ある視点審査員賞受賞

『ザ・スクエア 思いやりの聖域』
- 第70回カンヌ国際映画祭 パルム・ドール受賞

『逆転のトライアングル』
- 第75回カンヌ国際映画祭 パルム・ドール受賞